# Carnaval de Villanueva de la Vera
El Carnaval de Villanueva de la Vera es una fiesta considerada de las más representativas del carnaval tradicional que se celebra en el pueblo del mismo nombre, en la provincia de Cáceres, Extremadura, España, durante los días anteriores al Miércoles de Ceniza.
La fiesta se concentra junto a un muñeco hecho de trapo y paja, con cabeza de madera y que se le conoce con el nombre propio de El Peropalo. La historia de su origen es muy variada, desde unos que dicen que es un bandido de la región o que representa al demonio. Las interpretaciones que se hacen a la luz de la antropología lo explican como la fusión de varios ritos paganos en un solo ritual como consecuencia del intento que hizo el cristianismo de eliminar las creencias y festejos paganos. El protagonista es maltratado y humillado en forma de representación a su paso por las calles del pueblo. Es acompañado por los asistentes a la celebración y todo se realiza bajo la dirección de los «peropaleros» que, al ritmo del tambor, tocan y cantan coplas peropaleras.
El punto álgido del Carnaval llega el martes, día en el que se realiza una representación de un tribunal popular que juzga y sentencia al Peropalo a muerte.
Pero el carnaval, en Villanueva, además de íntimamente relacionado con lo dionisíaco propio de todo carnaval, se caracteriza por la importancia de la tradición, pues, junto a los ritos del Peropalo, conserva y se resalta durante todo el festejo, tanto la vestimenta como, sobre todo, la canción tradicional, en unos casos cantada en grupo sin instrumentos y, en otros, acompañada por los instrumentos que tocan los guitarreros de la localidad. En repetidas ocasiones la plaza se llena de gente que baila la jota.